# Antistene
Antistene (în greacă veche Ἀντισθένηςcca, transliterat: Antisthenes; cca. 445 î.Hr. - cca. 365 î.Hr.) a fost un filosof cinic din Grecia antică.
Fiu al unui cetățean atenian și al unei sclave trace, Antistene este elev al sofiștilor Gorgias, Hippias, Prodicos, apoi se atașează cercului lui Socrate. Este considerat, alături de Platon și Aristip din Cirene, unul dintre cei mai dotați discipoli ai celebrului filosof. După moartea lui Socrate (399 î.Hr.), Antistene deschide în Gymnasionul Kynosarges o școală proprie în care vor lua naștere germenii curentului filosofic al cinismului. Antistene pune în centrul preocupărilor filosofului ethika, scopul vieții fiind eudaimonia, obținută prin arete. Din cele 70 de scrieri ale sale, marcate de o pecete raționalist-materialistă, și care au avut un puternic ecou în rândul stoicilor, s-au păstrat numai două discursuri: „Arias” și „Ulise”.

## Legături externe
- Scoala Cinică, N. Balca, CrestinOrtodox.ro, 15 noiembrie 2014